# César Vanbiervliet
César Vanbiervliet (24 januari 1905 - 30 december 1992), zoon van textielarbeiders, was een Belgisch Esperantist en stadsambtenaar. Hij ligt, samen met zijn medewerker Jan Hanssens, aan de basis van een verzameling Esperantoboeken en -tijdschriften in de Stedelijke Bibliotheek van de stad Kortrijk, die later zijn naam kreeg: het Esperantofonds Cesar Vanbiervliet.

## Carrière als stadsambtenaar
In 1921 werd César Vanbiervliet als tijdelijk bediende in dienst genomen door het stadsbestuur van Kortrijk. In 1927 werd hij vast benoemd en in 1953 werd hij hoofd van de dienst burgerlijke stand, waar hij het grootste deel van zijn beroepsloopbaan doorbracht. Tijdens de Tweede Wereldoorlog was hij verantwoordelijk voor het stedelijk slachthuis en de bevoorrading en in de jaren 1950 werkte hij tijdelijk in de bibliotheek van het muziekconservatorium. 

## HetSysteem Vanbiervliet
Hij was de ontwerper van een fichestelsel, in vakkringen Systeem Vanbiervliet genoemd, dat de traditionele bevolkingsboeken verving en dat, tot aan de invoering van computers, in een aanzienlijk aantal steden en gemeenten gebruikt werd.

## Esperanto
César Vanbiervliet leerde Esperanto in 1925 van Gerard Debrouwere, zijn toenmalige collega in het stadhuis. Hij was zeer actief tot aan zijn huwelijk met Margaretha Rysman in 1930. Tijdens zijn beroepsloopbaan bleven zijn Esperanto-activiteiten beperkt tot bestuursfuncties in de plaatselijke Esperanto-groep La Konkordo. Na zijn pensionering in 1970 besteedde hij vrijwel al zijn tijd aan het Esperanto en begon boeken en tijdschriften te verzamelen. Hij stelde vanaf 1972 zijn collectie ter beschikking van de stadsbibliotheek. Het Fonds is thans uitgegroeid tot een van de grootste Esperantocollecties in de wereld.